# Häger (Münster)
Die Bauerschaft Häger ist ein Ortsteil des münsterschen Stadtteils Nienberge. Häger liegt etwa 9 km Luftlinie von Münsters Innenstadt in Richtung Nord-West, bzw. 3 km nördlich des Zentrums von Nienberge, rund um den Haltepunkt Münster-Häger der Euregio-Bahn Münster – Steinfurt – Gronau – Enschede. 2005 lebten in Häger rund 1200 Menschen.

## Geschichte der Bauerschaft Häger
Der Name Häger ist wahrscheinlich abgeleitet vom Wort Hagen, also der Bezeichnung für einen langen Wall. Unklar ist, warum die Ortschaft so benannt wurde. Nach einer Deutung war der Hof Farwick zum Hagen der Ursprungshof und Namensgeber der Bauerschaft; nach einer weiteren Deutung ergibt sich der Name daraus, dass Häger der Ort hinter (von Münster aus gesehen) bzw. vor (von Greven aus gesehen) dem Hagen war. Oder aber der Kotten Häger war von einem breiten Holzgürtel umgeben, der einen Wall (Hagen) bildete.
Die Bauerschaft Häger ist um 1200 erstmals urkundlich erwähnt worden. Entstanden ist sie aus den Höfen Schmidthaus, Vorberg, Relau, Issingholt und Langenhorst. Um diese Höfe bildeten sich Siedlungsgruppen, die zusammen die Bauerschaft Häger entstehen ließen.
1872 wurde mit dem Bau einer Eisenbahn von Münster nach Enschede begonnen. Häger erhielt allerdings keinen Haltepunkt, sondern nur eine „Wärterbude“ (die Wärterbude 7). Erst 1878 bekam Häger auch seinen Haltepunkt auf Initiative einiger Bauern und Gutsbesitzer, die ihre Produkte so auf den Münsteraner Wochenmarkt bringen wollten. 1903 kam zu dem Haltepunkt eine Güterladestelle hinzu. Ein Foto aus den 1920er Jahren zeigt einen inzwischen abgerissenen „Bahnhof Nienberge“ mit Warte- und Stellwerksraum und acht Angestellten davor.
Eine Grundschule erhielt die Bauerschaft Häger 1899. Im Jahr 1961 wurde sie zu einem Mietshaus umgebaut (heute Hanseller Str. 100) und durch eine neue Schule an der Straße Plantstaken ersetzt, die später zum heutigen Kindergarten umgewidmet wurde. Seither besuchen die Grundschüler von Häger wieder die Nienberger Grundschule.
Der Bau der A 1 in den 1960er Jahren durchschnitt den östlichsten Teil der Bauerschaft. Einige Höfe mussten der Autobahn weichen und die Siedlungsgruppe um den Hof Relau ist seither durch die A 1 vom restlichen Häger getrennt und wird nicht mehr als Teil der Bauerschaft wahrgenommen.
In den 1970er Jahren entstand hier eine Neubausiedlung, die die Einwohnerzahl deutlich erhöhte. Auch seither sind etliche Neubauten ergänzend an bestehende Bebauung hinzugekommen.

## Infrastruktur

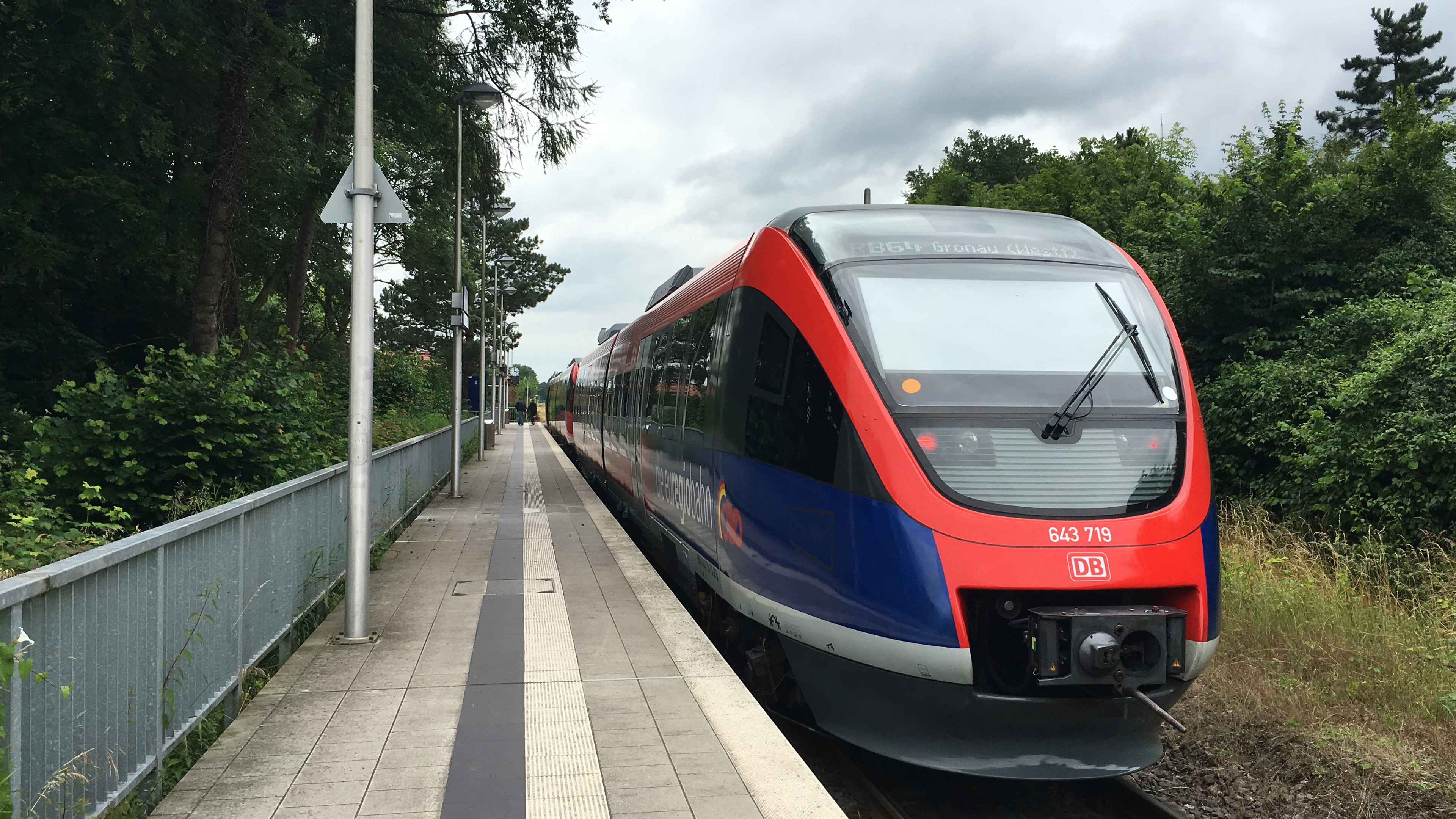
RB 64 nach Gronau in Westfalen im Haltepunkt Münster-Häger

Der Haltepunkt Münster-Häger ist mit der Innenstadt und dem Zentrum Nord durch die oben erwähnte Eisenbahnstrecke verbunden. Die Taktverbindung ist in den vergangenen Jahren nach der 2001 erfolgten Wiederinbetriebnahme des 1981 stillgelegten Teilstücks Gronau–Enschede verbessert worden. Im September 2006 wurde auch der Haltepunkt selbst ausgebaut.
| Linie | Verlauf | Takt                                                             |
| ----- | --- | ---------------------------------------------------------------- |
| RB 64 | Euregio-Bahn: Enschede – Enschede De Eschmarke – Glanerbrug – Gronau (Westf) – Ochtrup – Metelen Land – Steinfurt-Burgsteinfurt – Steinfurt-Grottenkamp – Steinfurt-Borghorst – Nordwalde – Altenberge – Münster-Häger – Münster Zentrum Nord – Münster (Westf) Hbf Stand: Fahrplanwechsel Dezember 2021 | 60 min 30 min (Burgsteinfurt–Münster nachmittags an Wochentagen) |

Eine Buslinie verkehrt zwischen Häger und Nienberge (und weiter in die Innenstadt) zweimal täglich sowie ungefähr fünfmal täglich nach Borghorst über Altenberge und Nordwalde. Es existiert eine spezielle Schulbusverbindung zur Nienberger Grundschule. Für Fahrradfahrer ist Häger mit der Stadt durch die Gasselstiege verbunden, eine kleine, im Stadtbereich asphaltierte, aber verkehrsreduzierte Straße, die auf den letzten Kilometern vor Häger zum Waldweg wird.
Es gibt außerdem, einen Kindergarten, eine Kindertagesstätte, einen Landwirtschaftshandel, ein Sägewerk, eine Freiwillige Feuerwehr, einen Bolzplatz und zwei Schützenvereine.
Was es hier nicht mehr gibt:
- einen Getränkemarkt (wurde geschlossen und wird nur noch als Getränkelager genutzt)
- eine Grundschule (wurde in den 60er Jahren zum Wohnhaus umgebaut)
- eine Kneipe („Gasthaus Neumann“ wurde 2003 geschlossen, 2005 abgerissen)
- einen kleinen Lebensmittelladen (wurde 1996 geschlossen)
- akute Pläne, hier ein Neubaugebiet mit hunderten von Wohneinheiten entstehen zu lassen: Die Planung ist nicht mehr im Flächennutzungsplan der Stadt Münster eingetragen.

Von Nienberge ist Häger durch den Vorbergshügel (Höhe: 99,4 m), also durch den beginnenden Altenberger Höhenrücken getrennt.

## Ursprünge der Straßennamen in Häger
Die Hauptstraße von Häger ist die Hägerstraße, die nördlich des Bahnübergangs in die Hanseller Straße, also die Straße nach Hansell übergeht. Schmitthausweg, Hölkenbusch, Leiferdingweg, Wellingweg und Langenhorster Stiege sind nach dort anliegenden Höfen oder Besitzungen benannt, Lütke Ladbergen nach einer Familie aus Ladbergen, die sich dort angesiedelt hatte, der Plantstaken nach einer Münsteraner Familie, in deren Besitz sich der Plantstakenbusch in Häger befand. Die Straße Grienkenswell fällt hierbei aus dem Rahmen: Während „well“ Quelle bedeutet, bezieht sich das „Grienken“ auf den sagenhaften „Grinkenschmied“, ein zumeist gutmütig gedachter Riese, der am Rande von Häger am „Grienkenswell“ genannten Abhang des Mühlenberges oder am nahegelegenen Rösteberg gehaust haben soll.